# はらさわ晃綺
はらさわ 晃綺（はらさわ こうき、1971年12月4日 - ）は、日本の男性声優。賢プロダクション所属。群馬県出身。旧芸名は原沢 勝広（はらさわ かつひろ）。

## 略歴
子供の頃からアニメを見ることが好きであり、ロボットアニメが好きだった。小学時代の文集の将来の夢に「声優になる」と書いていた。
中学時代は演劇クラブに所属していたが、当時所属していた男子ははらさわだけであり、女子だらけだったという。3年生を送る会ではおかまの猫役を演じて会場が盛り上がり、公演を終えた後は部活の先輩たちに「お前、凄い面白かったぞ」と言われて演技をすることに楽しく素晴らしく嬉しいことだと思い、声優を志す。
専門学校東京アナウンス学院、81プロデュース付属養成所、劇団東京ルネッサンスを経て、増岡弘の紹介で賢プロダクションに所属。

## 人物
声優としては、アニメ、外画吹き替え、ナレーションなどで活躍している。
特技はとんかつ作り、そば打ち、どこでも寝られること、バスケットボール。趣味はガンプラ作り、スノボ、ライブ、ラーメン食べ歩き、自転車、ゲーム。

## 出演
太字はメインキャラクター。

### テレビアニメ
1997年
- 超特急ヒカリアン（E2ジェット）

1999年
- A.D.POLICE（ブーマ、アナウンス、警備員 他）
- 臣士魔法劇場 リスキー☆セフティ（村人B）

2000年
- Sci-Fi HARRY（アナウンサー）
- NieA_7（店員）

2001年
- おとぎストーリー 天使のしっぽ（工事主任）

2002年
- 犬夜叉（男）
- GetBackers-奪還屋-（守衛）
- SAMURAI DEEPER KYO（ビカラ、魔鬼、伝令、役人）
- 七人のナナ（リーダー）
- ハングリーハート WILD STRIKER（神山雄二郎）
- ラーゼフォン（四方田洋平、通信士、TERRA機通信）

2003年
- WOLF'S RAIN（男2）
- クロノクルセイド（警官）
- PAPUWA（タカマツ）
- フルメタル・パニック? ふもっふ（不良B、ヤンキーA、軽音楽部員A）
- ぽぽたん（客A）
- 妄想科学シリーズ ワンダバスタイル（ライブハウス店長、妖精2、TVスタッフ、漫才師A）

2004年
- GIRLSブラボー first season（野球部員B）
- 絢爛舞踏祭 ザ・マーズ・デイブレイク（ブロンソン）
- スクールランブル（暴漢）
- ファンタジックチルドレン（ヒースマ）
- 忘却の旋律（ニック、アルコトナイコトインコ）
- 美鳥の日々（リーダー）

2005年
- ぺとぺとさん（加藤竜太）

2006年
- ケモノヅメ（男、門下生、リーダー、若手A）
- 涼宮ハルヒの憂鬱（有志バンドのボーカル）
- マジカノ（針生ハジメ）

2007年
- 風のスティグマ（ライ）
- CLANNAD-クラナド-（2007年 - 2009年、男、事故車運転手、サッカー部部員、客）- 2シリーズ
- ケロロ軍曹（2007年 - 2008年、スケスケ、レイディオ、門番、店長）
- スカルマン（若者）
- 瀬戸の花嫁（マグ郎、荒ワシ番長）
- 武装錬金（航海長）
- BLUE DROP 〜天使達の戯曲〜（管制官）

2008年
- 喰霊-零-（救急隊員）
- ドルアーガの塔 〜the Aegis of URUK〜（登頂者）
- 隠の王（灰狼衆、見張り）
- ポルフィの長い旅（船客C、トラックの運転手、酔っ払いの客）
- モノクローム・ファクター（倉毛）

2009年
- アラド戦記〜スラップアップパーティー〜（バケン）
- 宇宙をかける少女（月防空総体司令）
- 空を見上げる少女の瞳に映る世界（連合軍兵士B）

2011年
- 神様ドォルズ（高羽良）

2013年
- 宇宙戦艦ヤマト2199（岩田新平、陪審員） - 2012年劇場先行公開

2014年
- ハマトラ（梨平庄一）

2015年
- 暗殺教室（2015年 - 2016年、村松拓哉、黒服）- 2シリーズ

2016年
- 甘々と稲妻（男性）
- ブレイブウィッチーズ（雁淵浩平）

2017年
- Dies irae（ロート・シュピーネ）

2019年
- ソードアート・オンライン アリシゼーション War of Underworld（フ・ザ）

2021年
- 結城友奈は勇者である -大満開の章-

2024年
- BLEACH 千年血戦篇-相剋譚-（人面ヒモ）

### 劇場アニメ
- ラーゼフォン 多元変奏曲（2003年、四方田洋平）
- 超劇場版ケロロ軍曹 撃侵ドラゴンウォリアーズであります!（2009年、密猟者）
- いばらの王 -King of Thorn-（2010年）
- 宇宙戦艦ヤマト2199 星巡る方舟（2014年、岩田新平[14]）

### OVA
1990年代
- タイムレンジャー セザールボーイの冒険 ローマ帝国編（1999年）

2000年代
- sin THE MOVIE（2000年、レポーター）
- ストリートファイターZERO（2000年、ロレント）
- カナリア 〜この想いを歌に乗せて〜（2002年、矢萩祐治）
- 毒・天使のしっぽ（2002年、ごりら）
- HUNTER×HUNTER GREED ISLAND（2003年、ビノールト）
- ねとらん者 THE MOVIE（2004年、ゴーツ）
- HUNTER×HUNTER G・I Final（2004年、プレイヤーC）
- やわらか三国志 突き刺せ!! 呂布子ちゃん（2007年、見物人A）
- 瀬戸の花嫁OVA（2008年 - 2009年、マグ郎、ルナ親衛隊隊長）

2010年代
- 瀬戸の花嫁 否苦炒亜怒羅魔 極道の妻 KEJIME（2010年、マグ郎、警察官）
- 宇宙戦艦ヤマト2202 愛の戦士たち（2017年、ラーゼラー） - ODS作品

### ゲーム
1999年
- 真・魔装機神 PANZER WARFARE
- 東京惑星プラネトキオ（ライライ、パイパイ）

2000年
- カナリア 〜この想いを歌に乗せて〜（矢萩祐治・新城康夫）
- ルームメイトノベル 〜佐藤由香〜（達也）

2002年
- フーリガン〜君のなかの勇気〜（東郷丞清）

2003年
- 北斗の拳 激打3 〜タイピング百裂拳〜（レイ）
- ラーゼフォン 蒼穹幻想曲（四方田洋平）
- 麻雀飛竜伝説 天牌（菊多賢治）

2004年
- 幻想水滸伝IV（ゴー、バーソロミュー）
- 烈火の炎 〜Flame of Recca FINAL BURNING〜（神威、牙王）

2007年
- キャッスルファンタジア アリハト戦記
- Routes PE（エディ）
- Routes POTABLE（エディ）

2008年
- マリオカートWii (Mii)
- ルミナスアーク2 ウィル（ねじ回しのドンキー）

2009年
- 機動戦士ガンダム戦記
- ゼルダの伝説 大地の汽笛（キマロキ）

2012年
- Dies irae 〜Amantes amentes〜（シュピーネ）

2013年
- 姫と林檎にくちづけを（バルドゥイーン）

2016年
- 暗殺教室 アサシン育成計画!!（村松拓哉）
- Dies irae 〜Interview with Kaziklu Bey〜（ロート・シュピーネ）
- 果つることなき未来ヨリ（トンブ、カリン・コリン）

### ドラマCD
- おまけの小林クン（日影）
- おとぎストーリー 天使のしっぽ（司会者）
- おしかけ形四畳半 魔女の構造と解析（原田義博）
- 終わりのセラフ ミニドラマCD 池袋吸血鬼狩り編（先生）
- 伝説探偵団 第3巻 〜都市伝説サウンドホラー〜
- Dies irae ドラマCD「Todestag Verloren」（ロート・シュピーネ）
- ぺとぺとさん 〜にょみの里より愛をこめて〜（加藤竜太）
- 瀬戸の花嫁 ドラマCD 瀬戸内 番外地 恋の夕凪篇（マグ郎）
- まほらば ドラマCD「旅だ、事件だ、まほらばだ!!」（マフィアB）
- マジカノ「魔女の森のリンゴ狩り」（針生ハジメ） - 第7巻特装版特典ドラマCD
- 夢で逢えたら（クジラの手下、マスオの同僚）
- 盟勇機バディオーン（クォンタス・バロス）
- Routes オリジナルドラマCD Greatest Treasure（エディ）

### BLCD
- 英国妖異譚（ヒュー・アダムス）
- 氷の魔物の物語（魔物）
- 姫と林檎にくちづけを外伝「時満つる夜の子守唄」（バルドゥイーン）

### 吹き替え

#### 映画
- エニグマ奪還
- ケミカル51（イキ〈リス・エヴァンス〉）
- ザ・ビーチ
- ディープコア2002
- 沈黙の陰謀（若き民兵〈フィリップ・ウィンチェスター〉） - 日本テレビ版
- ブラックホーク・ダウン（ワデル）
- HEAVEN ヘブン（セシン / 戦士シャニル〈ユン・テヨン〉）
- ワルシャワの柔肌
- 僕が9歳だったころ（ヨミンの父）
- ワンス・アポン・ア・タイム・イン・チャイナ/辛亥革命

#### ドラマ
- アリー my Love
- ある素敵な日
- キャッスル 〜ミステリー作家は事件がお好き
- 刑事ナッシュ・ブリッジス
- バフィー 〜恋する十字架〜（生徒）#11
- プライベート・プラクティス 迷えるオトナたち
- 不思議なオパール（男性客）#14
- 流星花園（美作あきら〈呉建豪〉）
- ロストワールド 失われた世界

#### アニメ
- ラグラッツ

### ラジオ
- 姫と林檎にくちづけを外伝「時満つる夜の子守唄」（オエセル隊プレゼンツ ラジオ★真・オエセル魂!!）

### ナレーション
- カシオペア トワイライトエクスプレス
- トミカ マグナムレスキュー 緊急発進!マグナムガーディアン
- 目撃!ドキュン

### ボイスオーバー
- マーサスチュワート・リビング

### 舞台
- 声楽士Dahna from 伝承歌劇団〜エウロパの軌跡〜（2011年）
- 「よろず占い処 陰陽屋へようこそ」 リーディングシアター（2012年）
- 賢プロダクション朗読劇「ヴィヨンの妻」（2013年）
- ふぉーすてーじプロデュース「迷いクジラの子守り歌」（2021年）
- 和の音朗読会1「弱者の糧」（2021年）

- team.roughstyle公演
  - 番外公演「はしやすめ」（2015年）
  - 第4回公演「あやかり草紙」（2015年）
  - 第5回公演「護雄」（2015年）
  - 第6回公演「Coverage」（2016年）
  - Laid Back & team.roughstyle特別公演「月想」（2016年）
  - 第7回公演「狗傳 改め」（2017年）
  - 第8回公演「匣〜in the Secret〜」（2017年）
  - 第9回公演「冷華」（2017年）
  - 特別公演「みちゆき」（2018年）
  - team.roughstyleプロデュース「バスに揺られて」（2018年）
  - 第10回公演「凍焔」（2018年）
  - 第11回公演「幕末斬華」（2020年）
  - 特別公演「アメリカンゴシック作品」（2020年）
  - 番外公演「江戸川乱歩短編作品」（2021年）
  - 番外公演「人間椅子」（2021年）

### その他コンテンツ
- マグナムレスキューシリーズ（ショウタ）

## ディスコグラフィ

### キャラクターソング
| 発売日         | 商品名                                     | 歌                                | 楽曲                                              | 備考                           |
| -------------- | ------------------------------------------ | --------------------------------- | ------------------------------------------------- | ------------------------------ |
| 2015年4月24日  | 暗殺教室 BD・DVD第2巻特典CD                | 3年E組カバ担                      | 「POISON 〜言いたい事も言えないこんな世の中は〜」 | テレビアニメ『暗殺教室』関連曲 |
| 2016年9月28日  | 暗殺教室 ベストアルバム ～Music Memories～ | 3年E組                            | 「旅立ちのうた」                                  | テレビアニメ『暗殺教室』挿入歌 |
| 2017年10月11日 | アニメグ。25th                             | 堀部糸成（緒方恵美） feat. 寺坂組 | 「バイバイ YESTERDAY」                            | テレビアニメ『暗殺教室』関連曲 |

### シリーズ一覧
1. ↑  第1期（2007年）、第2期『CLANNAD 〜AFTER STORY〜』（2008年 - 2009年）
2. ↑  第1期（2015年）、第2期（2016年）

### ユニットメンバー
1. ↑  寺坂竜馬（木村昴）、村松拓哉（はらさわ晃綺）、吉田大成（下妻由幸）
2. ↑  赤羽業（岡本信彦）、磯貝悠馬（逢坂良太）、岡島大河（内藤玲）、岡野ひなた（田中美海）、奥田愛美（矢作紗友里）、片岡メグ（松浦チエ）、茅野カエデ（洲崎綾）、神崎有希子（佐藤聡美）、木村正義（川辺俊介）、倉橋陽菜乃（金元寿子）、潮田渚（渕上舞）、菅谷創介（宮下栄治）、杉野友人（山谷祥生）、竹林孝太郎（水島大宙）、千葉龍之介（間島淳司）、寺坂竜馬（木村昴）、中村莉桜（沼倉愛美）、狭間綺羅々（斎藤楓子）、速水凛香（河原木志穂）、原寿美鈴（日野未歩）、不破優月（植田佳奈）、前原陽斗（浅沼晋太郎）、三村航輝（高橋伸也）、村松拓哉（はらさわ晃綺）、矢田桃花（諏訪彩花）、吉田大成（下妻由幸）、律（藤田咲）、堀部糸成（緒方恵美）
3. ↑  寺坂竜馬（木村昴）、村松拓哉（はらさわ晃綺）、吉田大成（下妻由幸）、狭間綺羅々（斎藤楓子）